# Ingiustizia (Giotto)
L'Ingiustizia (Iniustitia) è un affresco (120x60 cm) di Giotto, databile al 1306 circa e facente parte del ciclo della Cappella degli Scrovegni a Padova. 

## Storia
Le serie delle Virtù (parete destra) e dei Vizi (parete sinistra) decorano la fascia inferiore delle pareti, situate in corrispondenza delle fasce ornamentali a sinistra e in posizione sfasata rispetto alle scene figurate a destra, per via della presenza delle finestre. Precise rispondenze collegano le scene opposte nelle pareti e in generale simboleggiano, per chi entra nella cappella, il percorso nella vita reale verso le beatitudine, aiutati dalle Virtù contro i pericoli dei vizi.
La critica ottocentesca (ripresa poi da Gnudi) relegò un po' superficialmente queste raffigurazioni a monocromo tra i lavori eseguiti dalla bottega, mentre la critica successiva (da Marangoni in poi, 1942) ha riconosciuto un contributo più sostanziale del maestro, arrivando a stabilire una quasi sicura autografia per le migliori del ciclo. In ogni caso si tratta di lavori di notevole qualità, come dimostra la fine cura del dettaglio. Salvini ne lodò l'immediatezza  e la riflessione psicologica che anima le figure e la loro scelta. 
Ogni raffigurazione ha il nome in latino in alto e in basso conteneva una dicitura esplicativa (sempre in latino), oggi quasi sempre illeggibile.
La scelta di rappresentare figure a monocromo tra specchiature marmoree, come finti bassorilievi, ebbe una formidabile eco nell'arte, che si propagò ancora nel Rinascimento, dagli sportelli esterni dei polittici fiamminghi alle Stanze di Raffaello, dalla Camera della Badessa di Correggio alle finte statue della Galleria Farnese.

## Descrizione e stile
L'Ingiustizia è una figura maschile anziana,  seduta come in un trono sotto un arco oscuro, l'entrata di un castello circondato da rupi rocciose. L'accesso è ostacolato da una siepe d'alberi e arbusti, a riprova della sua inaccessibilità. Esso tiene in mano una spada e nell'altra un arpione, armi di rapina e violenza. Come un feudatario ribelle o un magistrato corrotto, al quale assomiglia nella posa e nell'abbigliamento, guarda orgogliosamente verso l'esterno con mento alto, non comunica con lo spettatore ed è indifferente alle scene di violenza ai suoi piedi; le sue unghie lunghe ricordano gli artigli degli animali e dei demoni. Ai suoi piedi corre un fregio, che mostra i fatti che avvengono sotto il suo dominio: in un finto rilievo i cavalli vengono rubati e imbizzarriscono, la gente è rapinata di tutto per strada e i guerrieri circolano armati seminando distruzione. 
Questa rappresentazione simbolica è opposta alla Giustizia sulla parete opposta, che presenta una analogo fregio alla base. La coppia costituisce quindi un'anticipazione in piccolo, nel tema e nello svolgimento, dell'Allegoria del Buon Governo di Ambrogio Lorenzetti nel Palazzo Pubblico di Siena.
Le figure negative, sia nel volto del personaggio principale che nei personaggi del fregio, sono rovinate dai graffi dei pellegrini antichi, che così intendevano esorcizzare il Maligno.